# Szájvíz
A szájvíz vagy szájöblögető a fogak és a száj higiéniáját szolgáló folyadék. 
Fertőtlenítő hatású, így a szájban található baktériumok és vírusok vagy akár gombák elpusztításával segít megelőzni a fogszuvasodást, ínygyulladást, a rossz leheletet, valamint a dentális plakk képződését.

## Története
Már időszámításunk előtt 2700-ban kínai orvosi könyvek foglalkoztak a rossz szájszag problémájával. 
Az ókori Görögországban Hippokratész egy sós borecetkeveréket javasolt. A Római Birodalom egyes részein fertőtlenítő hatása miatt olajat és fehérbort használtak. A Talmud törvényeiben hívja fel a figyelmet az étkezés utáni szájöblítésre. 
Speciális fertőtlenítő oldatokat Semmelweis Ignác és Louis Pasteur kezdtek el elsőként alkalmazni a szájüreg fertőtlenítésére. Az első kereskedelmi forgalomban kapható Timol hatóanyagú szájvizet Joseph Lister állította elő és 1895-ben kezdték el forgalmazni Listerine néven. Más timoltartalmú termékekkel egyutt ma is kapható. Napjainkban többnyire klórhexidin, cineol, benzalkónium-klorid, cetilpridínium-klorid vagy metil-parahidroxibenzoát hatóanyagú szájvizek vannak forgalomban. Egyebek mellett gyakran a jelentős mennyiségű alkoholtartalom is hozzájárul a fertőtlenítő hatáshoz. Elsősorban gyógyszertárakban, de hipermarketekben is kapható.

## Használata
Körülbelül 15 ml hígítás nélküli szájvizet, zárt fogsor mellett szokás zubogtatni, nagyjából egy percig, 
ugyanúgy, ahogy a fogmosás alkalmával is szájat öblítünk. Célszerű a hátsó szájüreget is kiöblíteni, mintha gargarizálnánk.

## Vita
Egyes gyártók, hatóanyagtól függően, szájvízeiket a torokgyulladás és a megfázás ellen is hatékonynak tartják. 
Az Amerikai Kereskedelmi Bizottság több esetben fellépett az ilyen állításokkal szemben.

## Külső hivatkozások
- Szájvíz.lap.hu - linkgyűjtemény